# Włodzimierz Jesyp
Włodzimierz Jesyp (ur. 6 lutego 1916 w Rychwałdzie, zm. marzec 1945 w Prudniku) – łemkowski teolog, kleryk eparchialny Kościoła greckokatolickiego w Polsce (Apostolska Administracja Łemkowszczyzny).

## Życiorys
Urodził się w Rychwałdzie koło Tarnowa. Był synem Iwana. Od 1936 do 1938 przebywał w Częstochowskim Seminarium Duchownym. Studiował teologię na Uniwersytecie Jagiellońskim. W wyniku kampanii wrześniowej znalazł się na terenie okupowanym przez ZSRR. Został wówczas nauczycielem w bieszczadzkich szkołach. Nauczał w Paniszczowie, Stefkowej i Hoszowie. W 1943 podjął studia teologii i filozofii na Greckokatolickiej Akademii Teologicznej we Lwowie (wtedy już pod okupacją niemiecką) w Generalnym Gubernatorstwie.
W 1944 Rosjanie zajęli Bieszczady (pobliskie Lesko zostało zdobyte 15 września 1944). Wówczas Jesyp wraz z dwoma braćmi wstąpił do Armii Czerwonej, był żołnierzem 1 Frontu Ukraińskiego. Zginął w marcu 1945 podczas bitwy o Prudnik (miasto zostało zajęte 17 marca, jednak znajdowało się na froncie do maja). Został pochowany na cmentarzu dywizyjnym 13 Dywizji Strzeleckiej w Parku Miejskim w Prudniku, a po zakończeniu wojny jego zwłoki zostały przeniesione na cmentarz w Kędzierzynie-Koźlu.